# Район Шімоґьо
Райо́н Шімоґьо́ (яп. 下京区, しもぎょうく, МФА: [ɕimogʲoː ku]) — район міста Кіото префектури Кіото в Японії.  Площа становить 6,82 км². Станом на 1 жовтня 2017 року населення складало 82 732  осіб, густота населення — 12 130 осіб/км².

## Назва
Назва походить від місцевості Сімоґьо, розташованої в південній частині середньовічного Кіото.

## Історія
- 10 квітня 1879 — утворено адміністративний район Шімоґьо префектури Кіото.
- 1 квітня 1889 — утворено місто Кіото, шляхом об'єднання адміністративних районів Каміґьо та Шімоґьо. Адміністративні райони перетворено на міські.
- 1 квітня 1929 — виокремлено міські райони Сакьо, Накаґьо та Хіґашіяма зі складу Каміґьо та Шімоґьо.
- 1 вересня 1955 — виокремлено район Мінамі зі складу Шімоґьо.

## Пам'ятки і установи
- Нісі-Хонґандзі
- Хіґасі-Хонґандзі
- Кіотський вокзал